# La passione di Bernadette
La passione di Bernadette (La Passion de Bernadette) è un film del 1989 diretto da Jean Delannoy, con protagonista Sydney Penny.
È il sequel di Bernadette  (1988), uscito l'anno precedente e diretto dallo stesso regista.

## Trama
Dopo il clamore suscitato dalle apparizioni di Lourdes, la ventiduenne Bernadette Soubirous entra in convento per sfuggire alle attenzioni del mondo, tuttavia anche in clausura continua a essere oggetto di curiosità o venerazione. Come a pareggiare queste attenzioni, subisce un trattamento molto freddo da parte della madre superiora, che vuole evitarle di cadere nel peccato d'orgoglio. Bernadette deve fronteggiare, oltre all'atteggiamento ostile della superiora, anche gravi problemi di salute che le provocano insistenti dolori e la costringono spesso a letto, portandola più volte a un passo dalla morte. La giovane trova però la forza di offrire lei stessa assistenza e consolazione agli altri malati.